# Duncanville (série télévisée d'animation)
Duncanville est une série télévisée d'animation américaine en 39 épisodes de 22 minutes créée par Amy Poehler, Mike Scully et Julie Scully, dont 33 épisodes ont été diffusés entre le 16 février 2020 et le 26 juin 2022 sur le réseau Fox,. Les six derniers épisodes ont été mis en ligne le 18 octobre 2022 sur Hulu.
En France, la série est disponible depuis le 6 novembre 2020 sur Amazon Prime. Elle est toutefois inédite au Québec.

## Synopsis
Duncanville est centré sur la vie de Duncan Harris, un adolescent de 15 ans, qui est toujours à deux doigts de prendre une mauvaise décision. Duncan vit avec sa mère, une agente de contrôle du stationnement, qui rêve de devenir détective un jour et doit toujours surveiller Duncan ; son père, plombier, qui essaie d'être une meilleure figure paternelle pour Duncan que son père ne l'était pour lui ; sa sœur Kimberly, qui est une adolescente normale traversant des phases d'adolescence normales ; et son autre sœur asiatique adoptive Jing, qui est une enfant de 5 ans, intelligente qui donne toujours des conseils à Duncan.

## Distribution

### Voix originales

#### Personnages principaux
- Amy Poehler : Duncan Harris, Annie Harris
- Ty Burrell : Jack Harris
- Riki Lindhome : Kimberly Harris
- Joy Osmanski : Jing Harris
- Zach Cherry : Wolf, ami de Duncan
- Yassir Lester : Yangzi, ami de Duncan
- Betsy Sodaro : Bex, amie garçon manqué de Duncan
- Rashida Jones : Mia Abara, amie de Duncan secrètemment amoureux
- Wiz Khalifa : M. Mitch, professeur de Duncan, Wolf, Yangzi, Bex et Mia

### Invités
- Alice Cooper : lui-même
- Alex Honnold : lui-même
- Ana Gasteyer : Janine
- Paul Fusco : ALF
- Rick Springfield : Bobby Bastille
- Judy Sheindlin : elle-même
- Carlos Alazraqui : El Espantoso

### Voix françaises

#### Personnages principaux
- Alexis Tomassian : Duncan Harris
- Déborah Perret : Annie Harris
- Eilias Changuel : Jack Harris
- Lila Lacombe : Kimberly Harris
- Adeline Chetail : Jing Harris
- Fabrice Trojani : Yangzi
- Olivia Luccioni : Bex
- Adrien Antoine : Wolf
- Fily Keita : Mia Abara
- Jean-Baptiste Anoumon : M. Mitch

#### Personnages secondaires
- Michel Dodane : Dick Harris (père de Jack), voix additionnelles
- Jérôme Pauwels : Stan (frère de Annie), voix additionnelles
- Emmanuel Garijo : ALF
- Delphine Braillon : Wonder Woman

Studio de doublageAUDI'ART DUB
 Source et légende : version française (VF) sur RS Doublage

## Production

### Développement
Le 17 août 2017, la Fox avait commandé un scénario et une présentation de pilote pour une comédie animée développée par Amy Poehler et écrite par Poehler, Mike Scully et Julie Scully,.
Le 26 octobre 2018, il a été annoncé que le réseau avait commandé une série de treize épisodes, avec les voix de Poehler, Rashida Jones et Wiz Khalifa,,. Le 8 mai 2019, Ty Burrell a été annoncé comme acteur récurrent de la série, et le 6 juin 2019, Riki Lindhome a été annoncé comme actrice récurrente.
La série est produite par Amy Poehler via Paper Kite Productions, Mike et Julie Scully via Scully Productions et Dave Becky via 3 Arts Entertainment. Les sociétés de production également impliquées dans la série incluent Bento Box Entertainment, Universal Television, Fox Entertainment et 20th Television Animation.
En avril 2020, la série a rejoint le reste de la gamme Animation Domination de la Fox en partenariat avec Caffeine pour AniDom Beyond Show, une série récapitulative animée par Andy Richter. Le 18 mai 2020, John Viener a rejoint la série avec d'autres scénaristes de la gamme Fox Animation Domination.
Le 30 juin 2022, la série est officiellement annulée par la Fox. Mais cependant elle est en train d'être vendue à d'autres distributeurs, aux États-Unis, les six derniers épisodes de la saison seront diffusés sur Hulu le 18 octobre 2022.

## Épisodes

### Première saison (2020)
1. Un chauffeur pour Mia (Pilot)
2. Donjons et cartons (Red Head Redemption)
3. Mère sous couverture (Undacuva Mutha)
4. Le Jour des sorcières (Witch Day)
5. Un frigo intelligent (Fridgy)
6. L'Anniversaire de mariage (Sister, Wife)
7. Le Rêve de Jack (Jack's Pipe Dream)
8. Juge Annie (Judge Annie)
9. Il faut que les enfants grandissent (Free Range Children)
10. Une maman pour Wolf (Wolf Mother)
11. Un président sans classe (Classless President)

### Deuxième saison (2021)
Elle a été diffusée du 23 mai au 30 août 2021. En France, elle est disponible depuis le 14 octobre 2021.
1. Vacances en famille (Das Banana Boot)
2. Duncan se rebelle (Duncan's New Word)
3. Fils à maman (Who's Vroomin' Who?)
4. Séjour thérapeutique (Sibling Revelry)
5. La Fête du buzz (Party Like a Rocket Star)
6. L'Incorruptible (Annie Oakie)
7. Tout pour la musique (That Jing You Do)
8. Annie s'émancipe (Crimes and Misters Demean Her)
9. Stan est dans la place (Stan in the Place Where You Live)
10. Adieu les bagues (Off to the Braces)
11. Les Oiseaux (Jurannie Park)
12. Le Jour des sorcières : Le retour (Witch Day 2)

### Troisième saison (2022)
La série a été renouvelée pour une troisième saison le 6 avril 2021.
Les dix premiers épisodes ont été diffusés du 1er mai au 26 juin 2022 sur Fox. Les 6 autres épisodes ont été mis en ligne le 18 octobre 2022 sur Hulu.
1. Gamer vs. Gamer
2. Clothes and Dagger
3. (Work) Marriage Story
4. Plumbdog Millionaire
5. Annie v. Fun
6. Throw Mamma from the Brain
7. Dead Stan Walking
8. She Snoops, She Scores!
9. Born to Run (A Small Business)
10. Moneyballs
11. The Young and the Bexless
12. Witch Day 3
13. The Dudliest Catch
14. The Pursuit of Daddyness
15. The Sharent Trap
16. Ditch Mitch or Die Trying